# Abborrasjö (Seglora socken, Västergötland)
Abborrasjö är en sjö i Borås kommun i Västergötland och ingår i Viskans huvudavrinningsområde. Sjön har en area på 0,0772 kvadratkilometer och ligger 143,1 meter över havet.

## Delavrinningsområde
Abborrasjö ingår i det delavrinningsområde (639538-131162) som SMHI kallar för Ovan Surtan. Medelhöjden är 148 meter över havet och ytan är 39,72 kvadratkilometer. Det finns inga avrinningsområden uppströms utan avrinningsområdet är högsta punkten. Surtan som avvattnar avrinningsområdet har biflödesordning 2, vilket innebär att vattnet flödar genom totalt 2 vattendrag innan det når havet efter 65 kilometer. Avrinningsområdet består mestadels av skog (86 procent). Avrinningsområdet har 1,45 kvadratkilometer vattenytor vilket ger det en sjöprocent på 3,6 procent.